# Opération Felix
Pendant Seconde Guerre mondiale
L’opération Felix (ou Feliks) est un projet d'opération allemande durant la Seconde Guerre mondiale élaboré en cas d'alliance de l'Espagne franquiste dans les forces de l'Axe et d'invasion de Gibraltar.

## Historique

### Genèse
Cette opération fut discutée lors de l'Entrevue d'Hendaye  entre Adolf Hitler et le dictateur espagnol Francisco Franco, le 23 octobre 1940. 
Elle avait pour but d'envahir Gibraltar, défendue par les Britanniques, en prêtant à Franco un canon de la firme Krupp Ag d'une portée supérieure à 120 km. 
Le but de cette opération était de « disloquer le système impérial Britannique », de contrôler l'Ouest de l'Afrique et de la Méditerranée. 

### Planification
L'opération devait se dérouler en quatre étapes, :
1. Renseignement avec des officiers en civil et rassemblement des forces et du matériel.
2. Attaque par surprise avec des bombardements de la flotte située dans le port de Gibraltar depuis des aérodromes français et franchissement des Pyrénées.
3. Prise d’assaut de Gibraltar et invasion du Portugal au cas où il rejoindrait les Alliés ou serait envahi par les Britanniques.
4. Installation au Maroc et fermeture du détroit.

Un grand nombre de sous-marins devaient être affectés dans la zone pour chasser les navires fuyant le bombardement.  
Les forces allemandes devaient être suffisantes en nombre et en qualité pour mener l'opération sans appui ni de l'armée franquiste ni de l'Italie qui ne devait pas participer à l'opération.
Due à la faible capacité du système ferroviaire espagnol, un nombre minimal d'unités mécanisées devait être utilisé pour prioriser le ravitaillement, de nombreuses unités d'élites dont la division Grossdeutschland devaient participer à cette opération.

### Poursuite potentielle
Après cette opération et en cas d’occupation du Portugal, Hitler souhaitait que les Açores, Madère et le Cap-Vert soit occupés et les Canaries devaient être renforcées pour en faire des bases avancées dans le cadre de la bataille de l’Atlantique.
Jodl dira au procès de Nuremberg qu’il s’agissait d’une des idées favorites du führer malgré les réticences des aviateurs et marins qui voyaient ces archipels comme des positions intenables.

### Échec
Les forces de l'Axe durent renoncer à ce projet à cause des accords Bérard-Jordana et des demandes exagérées de Franco. Bartolomé Bennassar écrit qu'Hitler ne voulait pas mécontenter la France, dont il pensait avoir besoin grâce à la collaboration, en cédant aux demandes de Franco comme la cession du Maroc français et de l'Oranais.
Celles-ci comprenaient, entre autres :
- 400 000 à 700 000 tonnes de céréales ;
- toute l'essence requise pour les armées espagnoles ;
- toutes les armes nécessaires pour envahir Gibraltar, incluant des canons d'artillerie, des armes légères et des avions, entre autres ;
- l'Allemagne devait aussi fournir aux armées de Franco, des troupes d'élite pour cette opération, comme des parachutistes et des troupes de montagne par exemple ;
- Franco demandait aussi que l'Allemagne cède des territoires appartenant au régime de Vichy en Afrique du nord, dont le Maroc.

Goebbels rapporte dans son journal que Hitler aurait dit, à son retour en Allemagne, qu'il « préfèrerait se faire enlever trois dents plutôt que d'avoir une autre rencontre avec Franco ». 
Selon certaines sources, les demandes exorbitantes de Franco, donc peu acceptables par Hitler, étaient délibérées, visant à éviter que l'Espagne n'entre en guerre.
Lors de sa rencontre avec Mussolini le 21 janvier 1941, Hitler lui demande de mettre à profit ses relations personnelles avec Franco pour le faire accepter de participer à cette opération,.
À la suite de cet échec, d'autres opérations furent successivement proposées mais n'aboutirent pas comme l'opération Felix-Heinrich qui suivait vaguement le même plan mais devait être menée à la suite d'une victoire en URSS. En 1942 devant la situation sur le front Est cette opération fut abandonnée et remplacée par l'opération Isabella puis Gisela et finalement Nurnberg, des opérations défensives en cas d'invasion alliée de la péninsule Ibérique.